# Star Trek: Raumschiff Voyager/Staffel 3
Die dritte Staffel der Fernsehserie Star Trek: Raumschiff Voyager wurde ab September 1996 in den USA erstausgestrahlt. In Deutschland wurde die Staffel von April bis Oktober 1998 erstmals gezeigt.

## Episoden und Erstausstrahlung
| Nr. (ges.) | Nr. (St.) | Deutscher Titel                   | Originaltitel         | Erstausstrahlung USA | Deutschsprachige Erstausstrahlung (D) | Regie                  | Drehbuch                                                     |
| --- | --------- | --------------------------------- | --------------------- | -------------------- | ------------------------------------- | ---------------------- | ------------------------------------------------------------ |
| 43 | 1         | Der Kampf ums Dasein – Teil 2     | Basics, Part II       | 4. Sep. 1996         | 24. Apr. 1998                         | Winrich Kolbe          | Michael Piller                                               |
| Der Doktor stellt fest, dass nicht Chakotay, sondern Cullah der Vater von Seskas Baby ist. Er beordert Suder zur Krankenstation. – Auf dem Planeten organisiert die Voyager-Crew Nahrung und einen Unterschlupf. Kes und Neelix werden von humanoiden Einheimischen, die wie Steinzeitmenschen leben, entführt. Ein Team unter Chakotays Führung befreit sie. Sie fliehen vor den Einheimischen in eine Höhle, werden aber von einem gefährlichen Tier vertrieben. Janeway kommt mit anderen zu Hilfe. Später rettet Chakotay eine Einheimische vor einem Vulkanausbruch, und ein Einheimischer versorgt das Baby von Fähnrich Wildman, das unter Atemnot leidet. – Suder, den Tuvok fast von seinen gewalttätigen Neigungen geheilt hatte, tötet widerwillig einen Kazon und erbeutet dessen Waffe. Um Seska von Suders Anwesenheit abzulenken, übernimmt der Doktor die Verantwortung für die Leiche und lässt sich von Seska deaktivieren. Die von Paris zu Hilfe gerufenen Talaxianer greifen mit diesem zusammen die Voyager an, wobei Paris die primären Phaserenergie-Kupplungen zerstört. Währenddessen tötet Suder die Kazon im Maschinenraum, sabotiert die Phaserenergie-Reservekupplungen und wird von einem Kazon erschossen. Paris beamt mit einem talaxianischen Kommando auf die Voyager und erobert sie zurück. Seska wird durch eine Überladung der Phaserenergie-Reservekupplungen getötet. Maj Cullah flieht mit dem Baby von der Voyager, die wieder von der Crew in Besitz genommen wird. |           |                                   |                       |                      |                                       |                        |                                                              |
| 44 | 2         | Tuvoks Flashback                  | Flashback             | 11. Sep. 1996        | 8. Mai 1998                           | David Livingston       | Brannon Braga                                                |
| Tuvok hat traumatische Flashbacks von einem kleinen Mädchen, das er scheinbar in seiner Kindheit nicht vor dem Sturz in einen Abgrund retten konnte. Er kennt das Mädchen aber nicht. Der Doktor schließt auf eine unterdrückte Erinnerung. Diese nicht zu integrieren, kann für Vulkanier lebensgefährlich sein. Als Therapie geht Captain Janeway unter ärztlicher Aufsicht eine Geistesverschmelzung mit Tuvok ein und begleitet ihn mental in seine Vergangenheit. Sie sehen aber nicht seine Kindheit, sondern seine Zeit auf der USS Excelsior unter Captain Sulu, als die Verhandlungen zum ersten Friedensvertrag zwischen der Föderation und dem Klingonischen Reich bevorstanden. Sulu versuchte damals, Captain Kirk und Dr. McCoy zu befreien, die auf der klingonischen Heimatwelt Qo’noS vor Gericht standen. Bei einer Schlacht mit klingonischen Schiffen wurde ein Fähnrich tödlich verletzt. Als Tuvok versuchte, ihm zu helfen, sprang ein Virus auf ihn über, das sich als traumatische Erinnerung tarnte, die sofort unterdrückt wurde. Der Doktor erkennt dies und heilt Tuvok. |           |                                   |                       |                      |                                       |                        |                                                              |
| 45 | 3         | Das Hochsicherheitsgefängnis      | The Chute             | 18. Sep. 1996        | 15. Mai 1998                          | Les Landau             | Kenneth Biller; Idee: Clayvon C. Harris                      |
| Bei einem Landurlaub auf dem Planeten Akritiri werden Paris und Kim gefangen genommen, vor Gericht gestellt und in ein Gefängnis gesperrt. Alle Häftlinge sind mit einem synaptischen Stimulator versehen, der sie immer aggressiver macht und dessen Entfernung lebensgefährlich ist. — Janeway wird informiert, dass Paris und Kim für einen Bombenanschlag verurteilt wurden, bei dem 47 akritirianische Wachen getötet wurden. Der verwendete Sprengstoff basiere auf Trilithium, das im System nicht vorkommt, aber aus Dilithium erzeugt werden kann, auf dem der Warp-Antrieb der Voyager beruht. Die Akritirianer beschuldigen die Crew, mit einheimischen Terroristen verbündet zu sein, und wollen das Schiff entern. Die Voyager kann leicht entkommen. Torres bemerkt, dass Trilithium auch aus Paralithium erzeugt werden kann, das manche Raumschiffe für ihren Antrieb nutzen. Die Voyager-Besatzung überprüft alle diese Schiffe darauf, ob auf ihnen Sprengstoff produziert wurde, und findet schließlich eins, das von zwei akritirianischen Geschwistern geflogen wird, die zugeben, den Sprengstoff aus politischen Motiven erzeugt zu haben. — Kim baut einen einfachen Apparat, mit dem er das Kraftfeld kurzschließt, das sie gefangen hält. Er entdeckt, dass das Gefängnis sich auf einer Raumstation befindet und sie deshalb nicht ohne Hilfe fliehen können. Paris, durch eine Verwundung geschwächt und durch den Stimulator stark geistig geschädigt, zerstört Kims Apparat. Der ist inzwischen so aggressiv, dass er Paris töten will, lässt aber im letzten Moment davon ab. — Janeway will ihre beiden Gefangenen den akritirianischen Behörden übergeben, damit Paris und Kim freigelassen werden, erfährt aber, dass schon gefällte Urteile nicht aufgehoben werden können. Ein Kommando unter Janeways Führung benutzt Neelix' Schiff, um an die Raumstation anzudocken und Paris und Kim zu befreien. Auch die Geschwister werden freigelassen. |           |                                   |                       |                      |                                       |                        |                                                              |
| 46 | 4         | Der Schwarm                       | The Swarm             | 25. Sep. 1996        | 22. Mai 1998                          | Alexander Singer       | Michael Sussman                                              |
| Der Doktor fängt an, sein Gedächtnis zu verlieren, da sein Speicher degeneriert. Torres startet das für ihn entwickelte Diagnoseprogramm, das – wie der Doktor – dem Entwickler der beiden, Dr. Zimmerman, nachempfunden ist. Es empfiehlt, den Doktor neu zu initialisieren, wodurch dieser allerdings alle in den vergangenen zwei Jahren gespeicherten Informationen verlieren würde. Er ist dazu bereit, aber Kes rät dringend davon ab. Währenddessen dringt Voyager in das Gebiet einer unbekannten Spezies ein, die schon Paris und Torres auf einem Erkundungsflug angegriffen hat, und schlüpft unbemerkt durch ihr Sensorennetz. Tuvok registriert ein treibendes Schiff, das offenbar von der Spezies beschossen wurde. Der einzige Überlebende zeigt dieselben Symptome wie Paris und Torres und berichtet, dass der Angriff begann, indem ein Schwarm winziger Schiffe an sein Schiff andockte. Er stirbt. Kes vertritt den Doktor, der so viel vergessen hat, dass er nicht mehr als Arzt arbeiten kann. Ein Schwarm nähert sich der Voyager und setzt ihre Schilde außer Funktion. Inzwischen erfährt Kes vom Diagnoseprogramm, dass es möglich ist, seine Matrix auf den Doktor zu transferieren und so die Degeneration aufzuhalten oder zumindest zu verlangsamen. Sie leitet die Prozedur ein. Die Schiffe des Schwarms setzen sich an der Voyager fest. Kim entdeckt, dass sie durch Impulse miteinander verbunden sind. Auf Janeways Befehl feuert Tuvok auf ein Schiff, und die anderen werden vom Impuls in Mitleidenschaft gezogen. Sie fliegen davon. Der Doktor ist wieder funktionsfähig, erinnert sich aber nur teilweise an die vergangenen zwei Jahre. Er erkennt weder Kes noch Torres. |           |                                   |                       |                      |                                       |                        |                                                              |
| 47 | 5         | Das Wurmloch                      | False Profits         | 2. Okt. 1996         | 29. Mai 1998                          | Cliff Bole             | Joe Menosky; Idee: George Brozak                             |
| Die Voyager-Besatzung entdeckt ein Wurmloch, das von Ort zu Ort springt; sein anderes Ende ist im Alpha-Quadranten stationär. Auf einem nahe gelegenen Planeten existiert eine prä-industrielle Zivilisation. Die Voyager-Besatzung findet heraus, dass sieben Jahre zuvor zwei Ferengi in das Wurmloch hineingezogen wurden und sich nun mit Hilfe eines Replikators als gottgleiche Weise verehren lassen und die Bevölkerung ausbeuten. Dabei nutzen sie eine alte Prophezeiung, der zufolge zwei Weise vom Himmel kommen werden, die das Volk regieren werden. Janeway will die Ferengi durch das Wurmloch in den Alpha-Quadranten mitnehmen, aber diese geben zu bedenken, dass die Bevölkerung verzweifeln wird, wenn sie ihre Götter verliert. Daher tritt Neelix als Botschafter des Großen Nagus auf und beordert die Ferengi nach Ferenginar zurück. Vorher müssen sie eine Rede halten, in der sie dem Volk erklären, dass sie in den Himmel zurückgerufen wurden und auch ohne sie alles gut wird. Ihr Besitz fällt an den Nagus. Die Ferengi akzeptieren das nicht und greifen Neelix an. Der flieht und stellt sich der Bevölkerung als Pilger vor, der die „Weisen“ gemäß dem Ende der Prophezeiung in den Himmel mitnehmen will. Das Volk reagiert begeistert und sorgt mit einem Scheiterhaufen selbst für die „Flügel des Feuers“, auf denen die „Weisen“ in den Himmel reiten sollen. Alle werden auf die Voyager gebeamt. Die Ferengi fliehen mit ihrem Shuttle. Als die Voyager-Besatzung sie an Bord zu beamen versucht, verhindern sie dies mit einem Graviton-Impuls, der das Wurmloch destabilisiert. Die Ferengi werden hineingezogen, aber die Voyager kann nicht folgen; das Wurmloch springt jetzt an beiden Enden von Ort zu Ort. |           |                                   |                       |                      |                                       |                        |                                                              |
| 48 | 6         | Das Erinnern                      | Remember              | 9. Okt. 1996         | 5. Juni 1998                          | Winrich Kolbe          | Lisa Klink; Idee: Brannon Braga, Joe Menosky                 |
| Die Voyager bringt einige Enaraner zu deren Heimatplaneten. Torres hat sehr intensive Träume, in denen sie in der Rolle einer jungen Enaranerin namens Korenna eine heimliche Liebesbeziehung mit einem jungen Mann hat. Dieser gehört einer Gruppe von oppositionellen Enaranern an, die ohne Technologie leben wollen. Schließlich wird diese Gruppe angeblich umgesiedelt und vernichtet sich selbst durch Kämpfe und Krankheiten, anscheinend werden sie aber in Wirklichkeit ermordet. Korennas Liebhaber wird vor ihren Augen getötet. Es stellt sich heraus, dass die Träume Erinnerungen sind; sie wurden Torres telepathisch von Jora (Korenna) Mirell, einer älteren Enaranerin, übermittelt, damit sie nicht verlorengehen. Nachdem Mirell ihre letzten Erinnerungen an Torres weitergegeben hat, wird sie von dieser tot aufgefunden. Beim Abschiedsfest für die Enaraner konfrontiert Torres Jor Brel, deren Anführer, mit diesen Erinnerungen und beschuldigt ihn, Mirell getötet zu haben. Er streitet alles ab, und niemand glaubt Torres. Kurz bevor die Voyager Enara Prime erreicht und die Enaraner von Bord gehen, überzeugt Torres Jessen, eine enaranische Ingenieurin, mit der sie zusammengearbeitet hat, die Erinnerungen telepathisch zu übernehmen und selbst nachzuprüfen, ob der Massenmord stattgefunden hat. |           |                                   |                       |                      |                                       |                        |                                                              |
| 49 | 7         | Das Ritual                        | Sacred Ground         | 30. Okt. 1996        | 12. Juni 1998                         | Robert Duncan McNeill  | Lisa Klink; Idee: Geo Cameron                                |
| 50 | 8         | Vor dem Ende der Zukunft – Teil 1 | Future’s End          | 6. Nov. 1996         | 19. Juni 1998                         | David Livingston       | Brannon Braga, Joe Menosky                                   |
| Aus einer Raumspalte kommt ein Schiff aus dem 29. Jahrhundert. Sein einziges Besatzungsmitglied, Captain Braxton, feuert auf die Voyager, die er für eine Katastrophe in seiner Zeit verantwortlich macht. Nach einem kurzen Gefecht werden beide Schiffe in die Raumspalte gezogen. Die Voyager wird in das Jahr 1996 versetzt ‒ und in das Sonnensystem der Erde. Ein Außenteam begibt sich nach Los Angeles. Janeway und Chakotay entdecken, dass Braxtons Schiff 1967 auf die Erde stürzte und von einem Geschäftsmann namens Henry Starling gefunden wurde, der die darin enthaltene Technologie nutzte, um die Computer-Revolution einzuläuten. Er weigert sich, das Schiff wieder herauszugeben, das laut Braxton die Katastrophe in der Zukunft auslösen wird. Tuvok und Paris treffen Rain Robinson, eine Astronomin, die die Voyager im Orbit entdeckt hat und für ein außerirdisches Schiff hält. Sie retten sie vor Dunbar, einem Angestellten Starlings, der sie töten soll, und sie und Paris fühlen sich zueinander hingezogen. Währenddessen lädt Starling den Doktor von der Voyager herunter. |           |                                   |                       |                      |                                       |                        |                                                              |
| 51 | 9         | Vor dem Ende der Zukunft – Teil 2 | Future’s End, Part II | 13. Nov. 1996        | 19. Juni 1998                         | Cliff Bole             | Brannon Braga, Joe Menosky                                   |
| Auf Bitten von Tuvok und Paris lotst Robinson Starling zu ihr. Es ist geplant, ihn in ein Shuttle zu beamen, das von Chakotay und Torres geflogen wird. Starling gibt dem Doktor einen mobilen Emitter und nimmt ihn mit. Nach einem kurzen Kampf gelingt es, Starling ins Shuttle und weiter auf die Voyager zu beamen, aber das Shuttle wird beschädigt und stürzt in Arizona ab, wo Chakotay und Torres von Miliz-Angehörigen gefangen genommen werden. Der Doktor und Tuvok befreien sie. Starling flieht mit Dunbars Hilfe von der Voyager. Dunbar verlässt die Firma mit einem Lastwagen, verfolgt von Robinson und Paris, die annehmen, dass er Braxtons Schiff wegbringt. Als Chakotay und die anderen Dunbar stoppen, stellt sich heraus, dass das Zeitschiff nicht im Lastwagen war. Starling will damit ins 29. Jahrhundert reisen. Nach einem vergeblichen Versuch, ihn umzustimmen, zerstört Janeway das Schiff mit einem Torpedo. Braxton kommt aus einer Raumspalte und schickt die Voyager zurück ins 24. Jahrhundert ‒ und in den Delta-Quadranten. |           |                                   |                       |                      |                                       |                        |                                                              |
| 52 | 10        | Der Kriegsherr                    | Warlord               | 20. Nov. 1996        | 26. Juni 1998                         | David Livingston       | Lisa Klink; Idee: Andrew Shepard Price, Mark Gaberman        |
| Die Voyager-Besatzung ortet ein beschädigtes Raumschiff, dessen Warpkern kurz vor dem Bruch steht. Die Passagiere werden rechtzeitig herausgebeamt; der Anführer, Tieran, stirbt auf der Krankenstation in Kes' Beisein. Die Voyager bringt die beiden Überlebenden zu ihrem Heimatplaneten Ilari. Nachdem sie sich von Neelix getrennt hat, verlässt Kes mit ihnen die Voyager in einem gestohlenen Shuttle. Offenbar wird sie von Tieran, einem Kriegsherrn, besessen. – Demmas, der ältere Sohn des Herrschers der Ilari, beamt auf die Voyager und erklärt, dass Tieran den Planeten vor 200 Jahren mit harter Hand regierte, gestürzt wurde, aber eine Methode fand, unsterblich zu werden – den Körpertausch. – Inzwischen tötet der Kriegsherr den Herrscher und übernimmt die Macht im Palast. Dabei kann er Kes' telepathische Fähigkeiten einsetzen. Der Kriegsherr umgarnt Demmas' jüngeren Bruder Ameron und gewinnt dessen Kooperation. – Der verkleidete Tuvok nähert sich Kes und versucht, den Kriegsherrn mit einem vom Doktor entwickelten Gerät aus ihrem Körper zu vertreiben. Es misslingt. Trotzdem ist Tierans Kontrolle über Kes' Körper nicht vollständig. – Die Voyager-Besatzung greift Tierans Palast an. Neelix betäubt Kes mit einem Phaser-Schuss und vertreibt vermeintlich Tieran aus ihr, aber der konnte vorher Amerons Körper in Besitz nehmen. Kes vertreibt ihn daraus und übergibt die Insignien der Macht Demmas. |           |                                   |                       |                      |                                       |                        |                                                              |
| 53 | 11        | Die "Q"-Krise                     | The Q and the Grey    | 27. Nov. 1996        | 3. Juli 1998                          | Cliff Bole             | Kenneth Biller; Idee: Shawn Piller                           |
| Q kommt wieder an Bord der Voyager. Er möchte mit Captain Janeway ein Kind zeugen; sie lehnt ab. Als seine Ex-Freundin Lady Q auftaucht, bringt Q Janeway ins Q-Kontinuum, wo ein Bürgerkrieg tobt, der dadurch ausgelöst wurde, dass Q und andere für Freiheit und Individualismus kämpften, inspiriert von dem Philosophen, der vor einiger Zeit auf der Voyager Asyl erhalten und dann den Freitod gewählt hatte. Q denkt, ein Kind könnte eine neue Q-Rasse begründen, die über menschliches Mitgefühl verfügt, und so den Frieden wiederherstellen. Janeway weist darauf hin, dass Mitgefühl nicht vererbt wird. Lady Q hat ihre Kräfte verloren und kann das Kontinuum nur mit Hilfe der Voyager-Besatzung erreichen. Diese beteiligt sich dort am Bürgerkrieg, den Q für die menschliche Wahrnehmung ähnlich dem Amerikanischen Bürgerkrieg gestaltet hat. Sie rettet Q und Janeway vor der Hinrichtung und zwingt die gegnerische Führung zur Aufgabe. Schließlich versetzen Q und Lady Q die Crew wieder auf die Voyager und zeugen einen Sohn, dessen Patin Janeway wird. Q kündigt an, sie später um Babysitter-Dienste zu bitten. |           |                                   |                       |                      |                                       |                        |                                                              |
| 54 | 12        | Makrokosmos                       | Macrocosm             | 11. Dez. 1996        | 10. Juli 1998                         | Alexander Singer       | Brannon Braga                                                |
| Als Captain Janeway und Neelix von einer Handelsmission bei den Tak Tak zur Voyager zurückkehren, finden sie zunächst keine Spur vom Rest der Crew. Neelix wird von einem fremden Wesen mit einer schleimigen Substanz besprüht, bekommt Fieber und verschwindet auch. Janeway entdeckt einen Teil der Besatzung bewusstlos im Casino und wird von Krankheitserregern in verschiedener – zum Teil monströser – Größe angegriffen. Nachdem sie sich zur Krankenstation durchgeschlagen hat, erklärt ihr der Doktor, dass es sich um Makroviren handelt, die von einer nahe gelegenen Minenkolonie stammen. Er hatte sie eingeschleppt, als er von einer Außenmission zurückkam. Auch Janeway ist inzwischen infiziert. Der Doktor heilt sie mit einem selbst entwickelten Antigen. Als sie versucht, dieses in Gasform über das Ventilationssystem zu verteilen, wird die Voyager von den Tak Tak angegriffen. Diese wissen um die tödliche Gefahr der Erreger und sehen in der Voyager einen Seuchenherd, den es aus Sicherheitsgründen zu „säubern“ – also zu vernichten – gilt. Der Beschuss der Tak Tak setzt die Umweltkontrolle der Voyager außer Funktion. Janeway überzeugt die Tak Tak davon, den Beschuss einzustellen, da ein Heilmittel gefunden sei. Sie benutzt einige Holodeck-Figuren, um die Makroviren abzulenken. Das verschafft ihr genug Zeit, um eine Antigen-Bombe zu zünden, die die Viren vernichtet. Das Antigen wird – wie zuvor von Janeway versprochen – auch den Tak Tak überlassen. |           |                                   |                       |                      |                                       |                        |                                                              |
| 55 | 13        | Das Wagnis                        | Fair Trade            | 8. Jan. 1997         | 17. Juli 1998                         | Jesús Salvador Treviño | André Bormanis; Idee: Ronald Wilkerson, Jean Louise Matthias |
| Die Voyager erreicht die Nekrit-Ausdehnung – eine riesige stellare Wolke. Neelix' Wissen über den Weltraum endet hier und er befürchtet, dass er künftig auf der Voyager kaum noch gebraucht wird. Die Voyager fliegt eine in der Nähe befindliche Weltraum-Handelsstation an, um vor dem weiteren Flug ins Ungewisse Ersatzteile und Vorräte zu beschaffen. Beseelt von dem Wunsch, der Voyager-Crew weiterhin von Nutzen zu sein, versucht Neelix auf der Station, eine Raumkarte für den vor ihnen liegenden, unbekannten Raumsektor zu erhalten. Eine solche Karte kann er zunächst zwar nicht auftreiben, aber in der Raumstation trifft er auf Wixiban, einen talaxianischen Artgenossen, der in der Raumstation gestrandet ist. Wixiban versucht, mit zwielichtigen Geschäften an die finanziellen Mittel zu kommen, um sein beschlagnahmtes Raumschiff wieder freikaufen zu können. Neelix kennt Wixiban aus früheren Zeiten. Nachdem beide gemeinsam ein krummes Ding gedreht hatten, wurde Wixiban gefasst und für ein Jahr unter schlimmen Bedingungen inhaftiert. Neelix fühlt sich deshalb in seiner Schuld. Er lässt sich von Wixiban dazu überreden, vermeintliche Medikamente auf die Raumstation zu schmuggeln, da ihm Wixiban dafür die gewünschte Raumkarte in Aussicht stellt. Doch am Treffpunkt eskaliert die Situation. Wixiban hatte Neelix belogen: statt um Medikamente ging es in Wirklichkeit um Drogen. Der Käufer bezahlt nicht und schießt auf die beiden Talaxianer. Wixiban erschießt ihn in Notwehr mit einem Föderations-Phaser. Er und Neelix beamen zurück auf ein Shuttle und kehren zur Voyager zurück. Auf der Raumstation wird der tote Drogenhändler gefunden. Die Ermittlungen des Stationsbesitzers Bahrat ergeben anhand der gemessenen Energiesignaturen, dass ein Phaser der Föderation die Tatwaffe war. Auf Grundlage schwacher Indizien werden Tom Paris und Chakotay als Mordverdächtige verhaftet. Bahrat droht mit ihrer Verurteilung und 50 Jahren kryostatischer Haft. Wixiban fordert inzwischen von Neelix, dass dieser für ihn eine Probe Warp-Plasma aus der Voyager beschaffen soll. Bestimmt ist das Plasma für die Colatti, brutale Kriminelle, bei denen Wixiban verschuldet ist und von denen er sich bedroht fühlt. Wixiban droht damit, Neelix' Verfehlungen publik machen, sollte dieser das Plasma nicht beschaffen. Neelix weigert sich schließlich, weil er seine Freunde von der Voyager nicht weiter hintergehen will. Er schlägt Wixiban aber einen gewagten Plan vor, auf den dieser schließlich eingeht. Sie gestehen Bahrat gegenüber ihre Beteiligung an der tödlichen Schießerei, machen aber Notwehr geltend. Um Strafbefreiung zu erhalten, bieten sie an, den Colatti eine Falle zu stellen, damit diese gefasst werden können. Bahrat willigt ein und stellt einen Behälter mit dem minderwertigeren Warp-Plasma der Station zur Verfügung. An einem abgelegenen Ort der Station treffen sich die beiden Talaxianer mit den Colatti und übergeben ihnen einen Behälter mit der Plasma-Probe. Der Anführer der Colatti scannt die Probe und merkt, dass sie nicht von der Voyager stammt. Er zieht einen Phaser und zielt auf Neelix. Neelix sagt ihm, dass er die Sicherheitsventile des Behälters gelöst habe und das Plasma bereits ausströmt. Ein Schuss werde eine Explosion auslösen. Als Sicherheitskräfte der Station nun eingreifen, schießt einer der Colatti doch. Es kommt zu einer starken Explosion. Neelix kommt auf der Krankenstation der Voyager wieder zu sich. Er erfährt, dass die Anklage gegen ihn zurückgezogen wurde und Wixiban die Station bereits verlassen hat. Die Colatti wurden inhaftiert. Captain Janeway konfrontiert Neelix mit seinem Fehlverhalten und beklagt den durch ihn verursachten Vertrauensverlust. Als Strafe werden ihm zwei Wochen Arbeitseinsatz auferlegt. Sie macht ihm aber auch klar, dass er auch ohne Kenntnisse des Raumgebietes nützlich sei und gebraucht werde und dass er mehr sei als nur ein Crewmitglied – er sei Mitglied der Voyager-Familie. |           |                                   |                       |                      |                                       |                        |                                                              |
| 56 | 14        | Das andere Ego                    | Alter Ego             | 15. Jan. 1997        | 24. Juli 1998                         | Robert Picardo         | Joe Menosky                                                  |
| Die Voyager nähert sich einem Inversionsnebel. Solche sollten nach wissenschaftlichen Theorien instabil sein, aber dieser ist anscheinend Jahrhunderte alt. – Harry Kim verliebt sich in Marayna, eine Figur auf dem Holodeck, die mit ihrer Schönheit und Intelligenz nach und nach auch Tuvok in ihren Bann zieht. – Als Captain Janeway befiehlt, den Nebel zu verlassen und Kurs auf den Alpha-Quadranten zu nehmen, reagiert der Antrieb der Voyager nicht. Marayna taucht mithilfe des mobilen Emitters des Doktors in Tuvoks Quartier auf, obwohl Tuvok sie aus dem Holodeck gelöscht hat. Tuvok alarmiert die Sicherheit, und Marayna verschwindet von selbst. Offenbar kann sie die Systeme der Voyager beeinflussen. Später meldet sie sich über Lautsprecher und verlangt, dass Tuvok zu ihr aufs Holodeck kommt. Da sie droht, andernfalls die Voyager zu zerstören, tut er es, aber Torres lokalisiert die Quelle des Signals, und Kim beamt Tuvok dorthin ‒ auf eine verborgene Raumstation. Marayna ist ein Avatar einer Außerirdischen, die allein dort lebt und die Aufgabe hat, den Inversionsnebel als Schauspiel für ihr Volk stabil zu halten. Um Gesellschaft zu haben, schickt sie ihren Avatar auf vorbeifliegende Raumschiffe. Sie hat Tuvoks Einsamkeit unter der größtenteils menschlichen Besatzung erkannt und möchte mit ihm zusammen auf der Raumstation leben. Tuvok lehnt ab und überzeugt Marayna, ihn und die Voyager ziehen zu lassen. |           |                                   |                       |                      |                                       |                        |                                                              |
| 57 | 15        | Der Wille                         | Coda                  | 29. Jan. 1997        | 7. Aug. 1998                          | Nancy Malone           | Jeri Taylor                                                  |
| Janeway und Chakotay sterben mehrmals auf verschiedene Art in einem Shuttle oder nach einer Bruchlandung. Sie scheinen in einer Zeitschleife zu stecken. Nach der Rückkehr zur Voyager erinnert Chakotay sich aber nicht mehr an die Zeitschleife. Laut dem Doktor hat sich Janeway mit der vidiianischen Fresszelle infiziert. Da er kein Heilmittel findet, will er sie gegen ihren Willen euthanasieren. Nach ihrem Tod ist sie wieder mit Chakotay im Shuttle. Sie stirbt wieder und kann sich und Chakotay diesmal von außen beobachten, ohne eingreifen zu können. Der Doktor und Kes versuchen vergeblich, sie wiederzubeleben. Kes kann die „Geist-Janeway“ aber wahrnehmen, so dass die Crew sie mit verschiedenen Methoden sichtbar zu machen versucht, aber ohne Erfolg. Kes versucht vergeblich mit Tuvoks Hilfe, Janeways Präsenz telepathisch aufzuspüren. Plötzlich meint Janeway ihren Vater zu sehen, der vor über 15 Jahren starb. Er legt ihr nahe, ihren Tod zu akzeptieren, aber auch nach ihrer Trauerfeier ist die „Geist-Janeway“ nicht bereit, ihre Daseinsebene zu verlassen. Der „Geist“ ihres Vaters versucht sie zu überreden, aber Janeway bleibt standhaft. Plötzlich ist sie wieder auf dem Planeten, auf dem das Shuttle die Bruchlandung gemacht hat. Der Doktor versucht sie wiederzubeleben. Sie versteht, dass der „Geist“ ihres Vaters in Wirklichkeit ein fremdes Wesen ist, das sie in seine Matrix locken will. Es gibt zu, dass es sich von ihr ernähren will, aber kapituliert vor ihrer Willensstärke. Sie kehrt vollständig ins Leben zurück. |           |                                   |                       |                      |                                       |                        |                                                              |
| 58 | 16        | Pon Farr                          | Blood Fever           | 5. Feb. 1997         | 7. Aug. 1998                          | Andrew Robinson        | Lisa Klink                                                   |
| 59 | 17        | Die Kooperative                   | Unity                 | 12. Feb. 1997        | 14. Aug. 1998                         | Robert Duncan McNeill  | Kenneth Biller                                               |
| Commander Chakotay und Fähnrich Kaplan empfangen auf dem Rückweg von einem Erkundungsflug einen Föderations-Notruf von einem Planeten. Nach der Landung werden sie beschossen. Kaplan wird getötet, und der verletzte Chakotay kommt in die Obhut einer Gruppe humanoider Wesen, darunter ehemalige Angehörige der Sternenflotte. Wie sich herausstellt, sind alle Bewohner des Planeten ehemalige Borg, die durch einen Hüllenbruch ihres Borg-Würfels, der die Verbindung mit dem Kollektiv unterbrach, freikamen. Mit der Zeit haben sie sich wegen kultureller Unterschiede und alter Feindschaften zwischen ihren Spezies in mehrere Gruppen aufgespalten, die um die knappen Ressourcen kämpfen. Die Kooperative, die Chakotay aufgenommen hat, kann ihr kollektives Bewusstsein für kurze Zeiträume wiederherstellen und bezieht Chakotay mittels eines Neurotransceivers ein, um seine lebensgefährliche Kopfverletzung zu heilen. Sie will alle Gruppen unter diesem kollektiven Bewusstsein vereinigen, um die Kämpfe zu beenden. Dafür bittet sie die Voyager-Crew um technische Hilfe bei der Reaktivierung des neuroelektrischen Generators des Borg-Würfels, der funktionsuntüchtig durchs All treibt. Captain Janeway lehnt wegen der möglicherweise weitreichenden Folgen ab. Als der Bunker der Kooperative angegriffen wird, bringt diese Chakotay unter ihre mentale Kontrolle. Er beamt zum Borg-Würfel und reaktiviert den Generator. Ein Außenteam der Voyager rettet ihn, aber der Würfel und die Borg an Bord sind wieder funktionstüchtig und bereiten sich darauf vor, die Voyager anzugreifen. Die Kooperative, die jetzt alle Bewohner des Planeten umfasst, löst den Selbstzerstörungsmechanismus des Würfels aus und trennt ihre Verbindung mit Chakotay. |           |                                   |                       |                      |                                       |                        |                                                              |
| 60 | 18        | Charakterelemente                 | Darkling              | 19. Feb. 1997        | 14. Aug. 1998                         | Alexander Singer       | Joe Menosky; Idee: Brannon Braga, Joe Menosky                |
| Die Voyager umkreist einen Planeten, auf dem außerirdische Reisende einen Außenposten haben. Sie versorgen die Voyager-Besatzung mit Informationen über den angrenzenden Teil des Weltraums, den diese durchfliegen will. Kes, die sich von Neelix getrennt hat, beginnt eine Romanze mit einem Reisenden namens Zahir und zieht in Erwägung, seinetwegen die Voyager zu verlassen, aber Zahir wird von einem Unbekannten überfallen und tätlich angegriffen. – Der Doktor hat Charaktereigenschaften berühmter Persönlichkeiten wie Lord Byron, Mahatma Gandhi, Sokrates oder T'Pau in sein Programm aufgenommen. Torres ist besorgt wegen mancher dieser neuen Charakterelemente. Als sie die negativen Seiten der Berühmtheiten aus dem Doktor löschen will, wird auch sie angegriffen, nämlich von der neuen Persönlichkeit des Doktors, von der dieser selbst nichts weiß. Diese hat Zahir überfallen und will das Originalprogramm mit Torres’ erzwungener Hilfe löschen, aber die weigert sich. Die neue Persönlichkeit entführt Kes. Im letzten Moment werden beide wieder auf die Voyager gebeamt, wo Torres die vom Doktor hinzugefügten Charakterelemente löscht. Kes bleibt auf der Voyager, denn sie erwartet Veränderungen für sich und will diese lieber in vertrauter Umgebung erleben. |           |                                   |                       |                      |                                       |                        |                                                              |
| 61 | 19        | Die Asteroiden                    | Rise                  | 26. Feb. 1997        | 21. Aug. 1998                         | Robert Scheerer        | Brannon Braga; Idee: Jimmy Diggs                             |
| Die Voyager-Besatzung hilft den Nezu, Asteroiden von einem von ihnen kolonisierten Planeten abzuwehren. Dr. Vatm, ein Astrophysiker, hat Hinweise darauf entdeckt, dass die Asteroiden künstlich sind. Da die Verbindung mit ihm abbricht, starten Shuttles zum Planeten, darunter eins mit Tuvok, Neelix und Sklar, einem Nezu-Geologen. Nach einer Bruchlandung kommen Vatm und Hanjuan, ein Arbeiter in einer nahe gelegenen Mine, an Bord. Vatm will die Ergebnisse seiner Analyse der Asteroidentrümmer nur dem Botschafter mitteilen. Da sowohl Antrieb als auch Kommunikationseinrichtungen des Shuttles beschädigt sind, begibt sich die Gruppe auf Neelix' Vorschlag in die Basisstation einer vertikalen Magnetbahn, die Frachtkörbe an einem Orbitalseil über die Ionosphäre hinaus befördern kann, von wo aus man Voyager kontaktieren könnte. In der Basisstation schließt sich ihnen Lillias an, eine Arbeiterin aus einer Gießerei. Nachdem der Frachtkorb repariert ist, startet die Gruppe. Vatm will etwas vom Dach des Frachtkorbs holen, stirbt aber unerwartet. Er wurde vergiftet. Nach einer Diskussion mit Neelix lässt Tuvok sich überzeugen, aufs Dach zu steigen. Dort findet er einen Datenspeicher und wird von Sklar angegriffen. Mit Neelix' Hilfe wirft er ihn über Bord. Die Voyager wird inzwischen von den Etanianern angegriffen, die das Gebiet beanspruchen. Als der Frachtkorb die Ionosphäre durchbricht, wird die Gruppe an Bord der Voyager gebeamt. Mit Hilfe der Informationen im gefundenen Datenspeicher gewinnt die Voyager das Gefecht mit dem etanianischen Schiff. Es stellt sich heraus, dass die Etanianer die Asteroiden geschickt hatten, um den Planeten zu erobern. Sklar hat für sie gearbeitet. |           |                                   |                       |                      |                                       |                        |                                                              |
| 62 | 20        | Die neue Identität                | Favorite Son          | 19. März 1997        | 28. Aug. 1998                         | Marvin V. Rush         | Lisa Klink                                                   |
| 63 | 21        | Temporale Sprünge                 | Before and After      | 9. Apr. 1997         | 4. Sep. 1998                          | Allan Kroeker          | Kenneth Biller                                               |
| Kes fällt rückwärts durch die Zeit und kann sich nur an die Zukunft erinnern, nicht an die Vergangenheit. Zuerst ist sie neun Jahre alt, also sehr alt für eine Ocampa. Der Doktor versucht, ihr Leben mit einer neu entwickelten biotemporalen Kammer zu verlängern. Sie hat Tom geheiratet, sie haben eine Tochter namens Linnis. Die hat Harry geheiratet und hat mit ihm einen Sohn namens Andrew. Nach einigen Rückwärtssprüngen erzählt Tom vom „Jahr der Hölle“, in dem die Krenim die Voyager angriffen. Janeway und B'Elanna wurden getötet, und Chronoton-Torpedos, die sich in einem Zustand des temporalen Flusses befinden, verseuchten das Schiff radioaktiv. Kes fällt wieder durch die Zeit. Der Doktor entdeckt, dass ihre Rückwärtssprünge durch die biotemporale Kammer ausgelöst werden, die die Chronoton-Partikel reaktiviert hat. Weitere Sprünge bringen Kes zum Anfang des „Jahrs der Hölle“. Sie erlebt Janeways und B'Elannas Tod mit. Durch ihr Wissen aus der Zukunft kann die Voyager-Crew das Krenim-Schiff zerstören, aber ein Chronoton-Torpedo-Fragment bleibt an Bord. Kes misst seine temporale Varianz und fällt weiter zurück. Der Doktor und B'Elanna legen Kes in eine biotemporale Kammer und setzen sie Antichronotonen aus, um die Chronotonen zu neutralisieren. Kes fällt in mehreren Sprüngen zu ihrer Geburt, dann vor die Vereinigung von Ei- und Samenzelle, aber ab dann bewegt sie sich sprungweise vorwärts bis zu ihrer Geburt, dann in die biotemporale Kammer, denn ihr Chronoton-Niveau sinkt durch die Behandlung deutlich. Der Prozess ist gestoppt, Kes' Erinnerungen an die Vergangenheit kehren zurück. Tuvok weist darauf hin, dass die Zukunft, an die Kes sich erinnert, nur eine mögliche Zukunft ist. Sie will Janeway aber alle Informationen über die Krenim geben. |           |                                   |                       |                      |                                       |                        |                                                              |
| 64 | 22        | Das wirkliche Leben               | Real Life             | 23. Apr. 1997        | 11. Sep. 1998                         | Anson Williams         | Jeri Taylor; Idee: Harry Kloor                               |
| Der Doktor erschafft ein Holoprogramm mit einer perfekten Familie ‒ einer ihn umsorgenden Ehefrau, einem intelligenten, braven Sohn und einer intelligenten, sportlichen Tochter ‒, um das Familienleben praktisch kennen zu lernen. B'Elanna Torres findet sie nicht sehr realistisch und nimmt einige Anpassungen vor. So hört der Sohn laut Musik und hat klingonische Freunde, die ihm Werte eines kriegerischen Lebens vermitteln, so dass er ein gewalttätiges Ritual durchführen will, während die Tochter eine riskante Sportart betreibt und die Ehefrau ihren eigenen Interessen nachgeht und nicht jeden Tag kocht. Der Doktor versucht zunächst, seine Familie dazu zu bringen, sich seinen Wünschen zu fügen, muss aber feststellen, dass das nicht so einfach ist. Schließlich wird die Tochter bei einem Sportunfall so schwer verletzt, dass der Doktor sie nicht heilen kann. Er bricht zunächst das Holoprogramm ab, bevor sie stirbt, aber Tom Paris redet ihm zu, es fortzuführen und die Erfahrung zu machen, dass Familie auch geteilten Schmerz und gegenseitige Unterstützung bedeutet. So steht die Familie vereint am Sterbebett der Tochter und tröstet sich gegenseitig. |           |                                   |                       |                      |                                       |                        |                                                              |
| 65 | 23        | Herkunft aus der Ferne            | Distant Origin        | 30. Apr. 1997        | 18. Sep. 1998                         | David Livingston       | Brannon Braga, Joe Menosky                                   |
| Zwei Wissenschaftler der Voth, einer saurierartigen Spezies aus dem Delta-Quadranten, erforschen, woher ihre Spezies stammt. Sie haben die Theorie, dass ihr Ursprung auf einem anderen Planeten liegt. Aufgrund von Knochenfunden und Berichten über die Voyager-Crew entwerfen sie ein hypothetisches Bild eines Menschen, das sie mit Hilfe neuerer Daten immer weiter verfeinern. Sie nehmen an, dass der Heimatplanet der Menschen auch der der Voth ist. Schließlich treffen sie getarnt auf der Voyager ein und beobachten die Besatzung. Kim und Tuvok enttarnen die Wissenschaftler und nehmen einen gefangen. Chakotay wird vom anderen gefangen genommen, der mit ihm zu seinem Schiff flieht. Er erläutert Chakotay seine Theorie und bekommt von ihm Informationen über die Erde und die Menschen. Sie schließen, dass die Voth sich auf der Erde entwickelt und den Planeten in Raumschiffen verlassen haben. Die Wissenschaftler sind jetzt überzeugt, dass ihre Theorie einer Herkunft aus der Ferne richtig ist, und stellen ihrer Regentin Chakotay als lebenden Beweis vor. Diese sieht aber den Herrschaftsanspruch der Voth bedroht, falls sich herausstellt, dass der Ursprung der Spezies nicht im Delta-Quadranten liegt, und zwingt daher die Wissenschaftler, ihre Theorie öffentlich zu widerrufen. Dabei benutzt sie die Besatzungsmitglieder der Voyager, die in ihrer Gewalt sind, als Druckmittel: Diese müssten sonst den Rest ihres Lebens in einer Strafkolonie verbringen. |           |                                   |                       |                      |                                       |                        |                                                              |
| 66 | 24        | Translokalisation                 | Displaced             | 7. Mai 1997          | 25. Sep. 1998                         | Allan Kroeker          | Lisa Klink                                                   |
| Auf der Voyager tauchen nach und nach immer mehr Bewohner von Nyria III auf, die angeblich nicht wissen, wie sie dorthin gekommen sind. Gleichzeitig werden ebenso viele Besatzungsmitglieder in deren Kolonie transferiert. Lieutenant Torres hält nach einer Analyse ein natürliches Phänomen für unwahrscheinlich. Als sie das dem nyrianischen Wissenschaftler Rislan sagt, schlägt der ein Crewmitglied nieder und transportiert Torres von Bord. Die Nyrianer übernehmen unter ihrem Anführer Dammar nach und nach das ganze Schiff. Als letzte Crewmitglieder werden Commander Chakotay und der Doktor in die nyrianische Kolonie transportiert, wo sie bewacht werden. Captain Janeway vermutet, dass die Kolonie holografisch erzeugt wurde. Dies bestätigt sich, als ein Fremder durch ein unsichtbares Portal erscheint. Sein Volk wurde vor Jahren entführt und bewohnt eine angrenzende Biosphäre. Torres verändert die optischen Sensoren des Doktors, damit dieser weitere Portale finden kann. Durch ein solches erreichen Janeway und Lieutenant Tuvok einen Zugangstunnel und entdecken, dass sie an Bord eines Raumschiffs sind. Sie finden einen Translokator. Währenddessen fliehen Torres und Lieutenant Paris vor einigen Wachen in eine Eis-Biosphäre und setzen ihre Verfolger außer Gefecht. Janeway und Tuvok erlangen Zugriff auf den Translokator und transportieren Torres und Paris in die Biosphäre für die Voyager-Besatzung und Rislan und Dammar von der Voyager in die Eis-Biosphäre, die für Nyrianer viel zu kalt ist. So zwingt Janeway sie, die Voyager wieder herzugeben, und befreit auch die anderen Gefangenen. |           |                                   |                       |                      |                                       |                        |                                                              |
| 67 | 25        | Rebellion Alpha                   | Worst Case Scenario   | 14. Mai 1997         | 23. Okt. 1998                         | Alexander Singer       | Kenneth Biller                                               |
| Beim Entfernen alter Dateien entdeckt B'Elanna Torres ein unvollendetes Holoprogramm namens Rebellion Alpha, dessen Autor anonym ist. Die Handlung: Chakotay nutzt eine kurze Abwesenheit Captain Janeways, um mit Unterstützung der Ex-Maquis-Angehörigen eine Meuterei auf der Voyager anzuzetteln. Auch Seska ist beteiligt. Nachdem mehrere Besatzungsmitglieder das Programm durchgespielt haben, gibt Tuvok sich als Autor zu erkennen und erklärt, dass Rebellion Alpha für die Ausbildung rangjüngerer Sicherheitsoffiziere gedacht war, er es aber unvollendet gelassen und schließlich gelöscht hat, als das Szenario des Programms immer unwahrscheinlicher wurde. Tom Paris will Rebellion Alpha zu Ende schreiben. Tuvok ist mit seinen Plänen für die Handlung nicht einverstanden. Sie entscheiden sich, gemeinsam auf dem Holodeck am Programm weiter zu arbeiten. Dabei reaktiviert es sich selbständig, und das Seska-Hologramm erklärt, dass die echte Seska das Programm fertig geschrieben hat. Das Holodeck ist versiegelt und die Sicherheitsprotokolle abgeschaltet. Außerdem lässt sich das Programm nicht beenden. Die Holo-Janeway unterstützt Tuvok und Paris, aber als sie auf Chakotay und Seska schießt, hat ihr Phaser-Gewehr eine Fehlfunktion, und sie wird getötet. Seska erklärt, dass es manipuliert wurde. Nachdem die echte Torres entdeckt hat, dass Rebellion Alpha verändert werden kann, fügt Janeway ein Raumschiff hinzu, das die Voyager beschießt. Im entstehenden Durcheinander ergreift Tuvok ein Phaser-Gewehr. Seska zwingt ihn, es ihr zu geben, indem sie in den Energie-Relais des Holodecks eine Überlastung initiiert. Tuvok stellt das Phaser-Gewehr auf Töten, wie er sagt, gibt es dann aber Seska, die die Überlastung beendet. Als sie das Gewehr abfeuert, hat es eine Fehlfunktion und tötet sie. Tuvok hat es manipuliert. Dadurch wird das Holoprogramm beendet. |           |                                   |                       |                      |                                       |                        |                                                              |
| 68 | 26        | Skorpion – Teil 1                 | Scorpion              | 21. Mai 1997         | 16. Okt. 1998                         | David Livingston       | Brannon Braga, Joe Menosky                                   |
| Die Voyager nähert sich dem Borg-Raum. Da er zu groß ist, um umflogen zu werden, beschließt Captain Janeway, ihn zu durchqueren. 15 Borg-Würfel nähern sich der Voyager. Einer scannt sie, dann fliegen alle weiter. Als ihre Energiesignaturen abrupt erlöschen, folgt die Voyager ihnen. Sie findet die Schiffe größtenteils zerstört, die meisten Borg sind tot. In der Hülle eines Borg-Würfels steckt ein Bio-Schiff unbekannter Bauart. Chakotay, Tuvok und Kim beamen auf den Würfel, dessen Besatzung teils tot, teils funktionsuntüchtig ist. Der Pilot des Bio-Schiffs greift das Außenteam an und verletzt Kim. Als das Bio-Schiff aktiviert wird, beamt die Voyager das Außenteam an Bord und flieht. Kes hatte telepathischen Kontakt mit dem Piloten des Bio-Schiffs und stuft seine Spezies, die von den Borg Spezies 8472 genannt wird, als sehr aggressiv ein. Kim wurde mit fremden Zellen infiziert, die ihn von innen her auffressen. Der Doktor behandelt ihn mit Borg-Nanosonden, die er so modifiziert hat, dass sie gegen Spezies 8472 wirksam sind. Janeway will diese Technologie den Borg anbieten und dafür sichere Passage durch den Borg-Raum erhalten. Chakotay hat schwere Bedenken; er vergleicht die Borg mit dem Skorpion in einer Fabel, der einen Fuchs tötet, obwohl das seinen eigenen Tod bedeutet. Chakotay befürchtet, dass die Borg die Voyager-Besatzung auf ähnliche Weise verraten werden. Janeway wird zu Verhandlungen auf ein Borg-Schiff gebeamt. Sie schlägt vor, dass die Borg und die Voyager-Crew zusammen eine praktisch einsetzbare Waffe gegen Spezies 8472 entwickeln. Die greift in diesem Moment an und zerstört einen Borg-Planeten; der Würfel mit Janeway an Bord flieht. |           |                                   |                       |                      |                                       |                        |                                                              |